# Hans-Peter Ferner
Hans-Peter Ferner (* 6. Juni 1956 in Neuburg an der Donau) ist ein ehemaliger deutscher Mittelstreckenläufer, der sich auf die 800-Meter-Distanz spezialisiert hatte. 
1978 schied Hans-Peter-Ferner bei den Europameisterschaften in Prag im Zwischenlauf als Fünfter in 1:47,4 min aus. 1979 gewann er bei der Universiade in 1:49,77 min Bronze. Ferner stand auch im fiktiven Aufgebot für die Olympischen Spiele 1980, das aber ohne jede Chance der Teilnahme aufgestellt wurde, weil sich die Bundesregierung und das Nationale Olympische Komitee für einen Olympiaboykott entschieden hatten.
Nachdem Ferner 1982 bei den Halleneuropameisterschaften in Mailand Sechster geworden war, konnte er sich im Sommer auch für die Europameisterschaften in Athen qualifizieren. Hier gewann er in 1:46,33 min völlig überraschend die Goldmedaille vor Sebastian Coe, während der stärker eingeschätzte Willi Wülbeck nur Letzter wurde.
Bei den Weltmeisterschaften 1983 in Helsinki erreichten Wülbeck und Ferner erneut beide das Finale. Während Wülbeck gewann, belegte Ferner den siebten Platz in 1:45,74 min. Bei den Olympischen Spielen 1984 schied Ferner im Halbfinale aus.
1979, 1981 und 1984 wurde er Deutscher Hallenmeister über 800 Meter. 1981 und 1987 wurde er in der 4-mal-800-Meter-Staffel mit dem MTV Ingolstadt Deutscher Meister. Über 800 Meter im Freien platzierte sich Ferner von 1978 bis 1987 jedes Jahr unter den ersten vier Läufern, sechsmal wurde er Zweiter. Meister allerdings wurde bis 1983 immer Willi Wülbeck, aber auch danach konnte Ferner sich nicht gegen Axel Harries oder Peter Braun durchsetzen.   
Hans-Peter Ferner ist 1,76 m groß und wog in seiner aktiven Zeit 72 kg. 

## Bestleistungen
- 400 m: 46,98 s, 8. August 1979, Augsburg
- 800 m: 1:44,93 min, 21. Mai 1983, Fürth
  - Halle: 1:46,56 min, 16. Februar 1985, Dortmund
- 1000 m: 2:17,3 min, 6. August 1981, Kopenhagen
- 1500 m: 3:46,54 min, 8. Juni 1986,  Ingolstadt